# Eldorado at Santa Fe
Eldorado at Santa Fe è un census-designated place (CDP) degli Stati Uniti d'America, situato nello stato del Nuovo Messico, nella contea di Santa Fe.